# Gustaw Hławiczka
Gustaw Hławiczka (ur. 27 grudnia 1924, zm. 7 grudnia 2007) – był muzykiem i pierwszym prezesem Społeczności Chrześcijańskiej w Czechach po reaktywacji jej działalności w 1990 roku.
Był dyrygentem chórów kościelnych oraz katechetą w Śląskim Kościele Ewangelickim W. A. Przetłumaczył i adaptował dla chórów szereg pieśni duchowych. Urząd prezesa Społeczności Chrześcijańskiej piastował do 1998 roku. Był także działaczem EURIM.